# 제노아 케아베

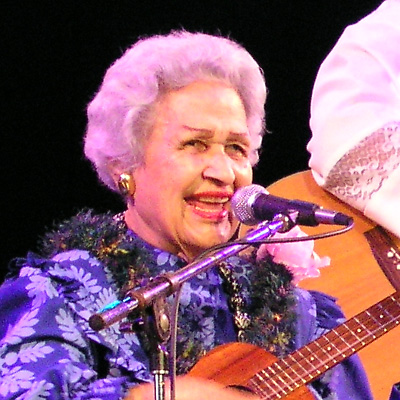
2005년

제노아 케아베(Genoa Keawe, ‘Aunty’ Genoa Leilani Adolpho Keawe-Aiko, 1918년 10월 31일 ~ 2008년 2월 25일)는 하와이의 음악가이다.
전통적인 훌라와 파르세트의 솜씨가 뛰어난 여성 가수이다. 호놀룰루에서 태어났다. 레너 마샤드식의 전통적 창법을 철저히 사용하였으며 오늘에 이르고 있으나, 레코드는 거의 소개되어 있지 않기 때문에 별로 알려지지 못하고 있다.   향토색이 풍부한 파르세트 목소리가 그녀의 타고난 천분이며, 나중에는 후배의 양성에 힘썼으며 훌라의 명수로서 자신이 경영하는 클럽에 출연하였다.

## 사망
수년 간 합병증을 앓은 제노아 케아베는 2008년 2월 25일 아침 89세의 나이로 세상을 떠났다.